# Коффі (Міссурі)
Коффі (англ. Coffey) — місто (англ. city) в США, в окрузі Девісс штату Міссурі. Населення — 151 особа (2020).

## Географія
Коффі розташоване за координатами 40°6′20″ пн. ш. 94°0′24″ зх. д. / 40.10556° пн. ш. 94.00667° зх. д. (40.105548, -94.006539).  За даними Бюро перепису населення США в 2010 році місто мало площу 0,54 км², уся площа — суходіл.

## Демографія
Згідно з переписом 2010 року, у місті мешкало 166 осіб у 60 домогосподарствах у складі 47 родин. Густота населення становила 308 осіб/км².  Було 76 помешкань (141/км²).
Расовий склад населення:
| - 100,0 % — білих |

До двох чи більше рас належало 0,0 %. Частка іспаномовних становила 0,0 % від усіх жителів.
За віковим діапазоном населення розподілялося таким чином: 28,9 % — особи молодші 18 років, 57,2 % — особи у віці 18—64 років, 13,9 % — особи у віці 65 років та старші. Медіана віку мешканця становила 33,2 року. На 100 осіб жіночої статі у місті припадало 86,5 чоловіків;  на 100 жінок у віці від 18 років та старших — 110,7 чоловіків також старших 18 років.
За межею бідності перебувало 55,6 % осіб, у тому числі 71,4 % дітей у віці до 18 років та 30,4 % осіб у віці 65 років та старших.
Цивільне працевлаштоване населення становило 53 особи. Основні галузі зайнятості: освіта, охорона здоров'я та соціальна допомога — 34,0 %, сільське господарство, лісництво, риболовля — 20,8 %, роздрібна торгівля — 13,2 %, виробництво — 9,4 %.